# Dodge 100

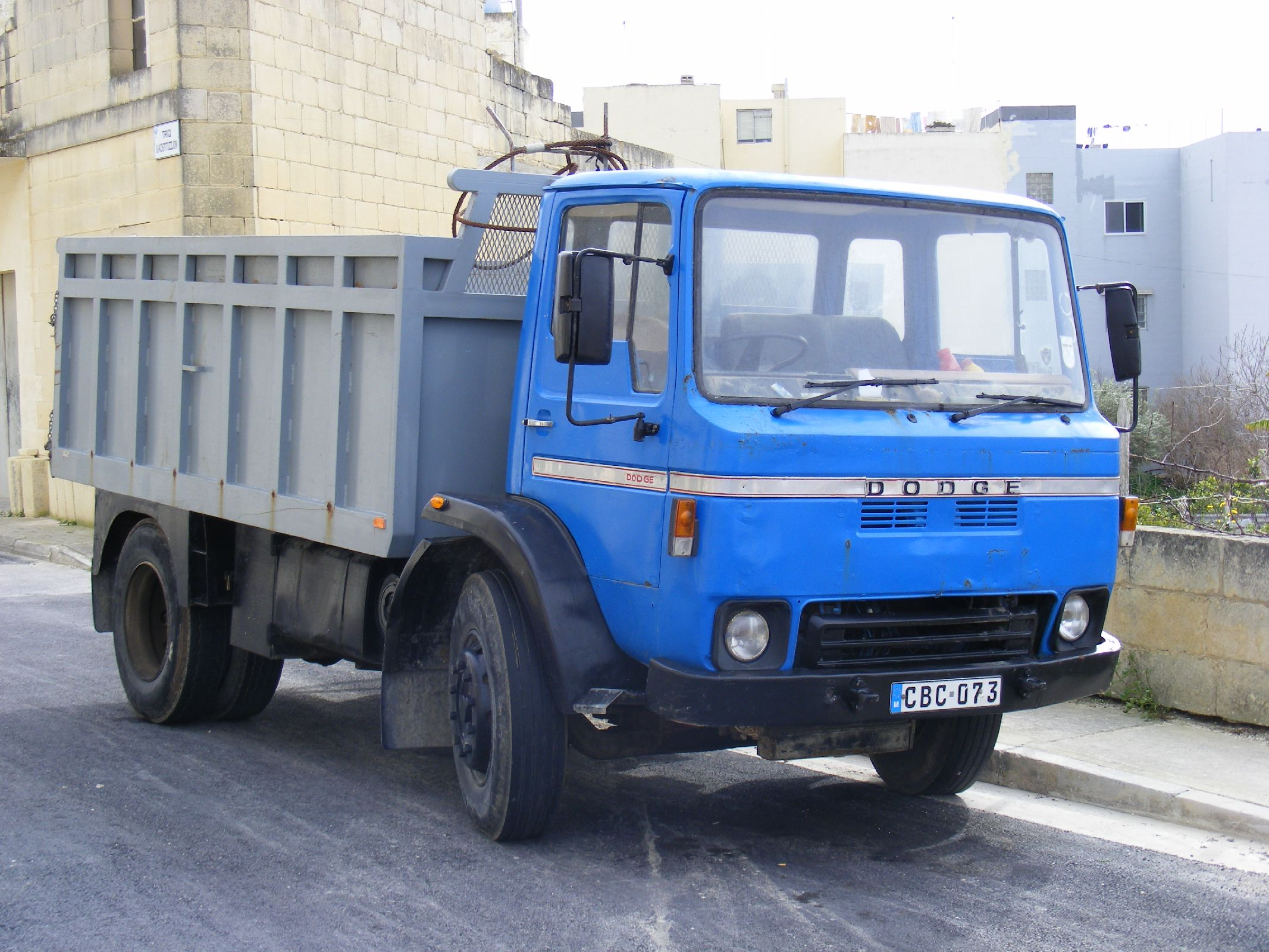
Ein Dodge

Der Dodge 100 "Commando" war eine LKW-Baureihe mit einer Nutzlast von 7,5 bis 28 t, die Dodge in den 1970er und 1980er Jahren in Großbritannien herstellte. In den 1950er Jahren gab es bereits auch einen Dodge 100, der unter dem Namen „Papageiennase“ bekannt war.

## Geschichte und Entwicklung
Die Baureihe wurde von Commer entwickelt, erste Konzeptfahrzeuge entstanden 1965/1966. Sie sollte die Commer-Typen VC und VE ersetzten. Als Chrysler jedoch einen wesentlichen Anteil am Mutterkonzern von Commer, der Rootes-Gruppe, erwarb, passte man Namen und Aussehen der neuen Baureihe dem Dodge 500 an.

### Mechanik
Der Dodge 100 sollte einen Dieselmotor von Rootes bekommen, aber die neuen Lärmschutzbestimmungen bereiteten den zuverlässigen, aber lauten Aggregaten ein Ende. Schließlich setzte man für die kleineren Wagen (in Großbritannien hergestellte) Perkins-Motoren mit vier oder sechs Zylindern, mit und ohne Aufladung, ein; als großen Dieselmotor bot man den OM 352 von Daimler-Benz an, da Mercedes-Benz auf dem europäischen Festland viel bekannter als Perkins war. Auch Valmet DSA-Dieselmotoren wurde in einigen Märkten eingesetzt. Man baute handgeschaltete, vollsynchronisierte Rootes-Getriebe mit vier, fünf oder sechs Gängen ein; die Hinterachsen waren eine Mischung aus der Rootes-eigenen Hypoidkonstruktion und ein- oder zweistufigen Achsen der Eaton Corporation. Die Fahrgestelle bestanden aus einer speziellen Aluminiumlegierung und waren daher besonders steif und leicht.
Das zulässige Gesamtgewicht lag schließlich bei 7½–16 t; für Gespanne lagen die entsprechenden Werte bei 24–28 t.

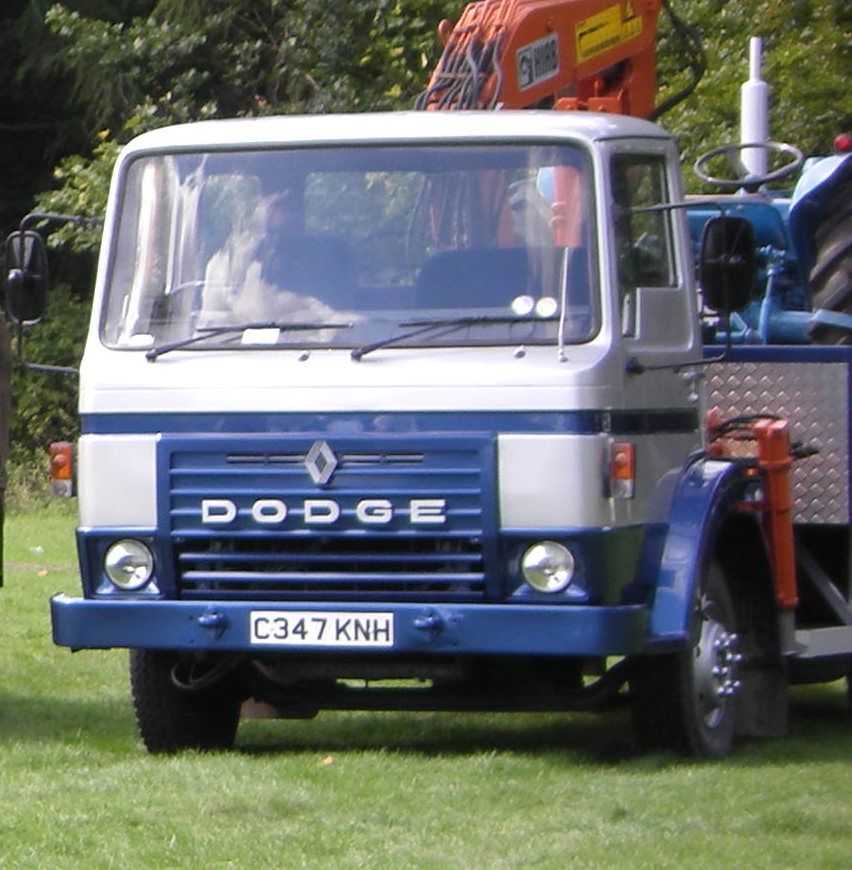
Dodge 100 Mk 2 mit Renault-Markenzeichen

### Renault
Die Baureihe 100 wurde etwa 15 Jahre lang in vielen Teilen der Welt (mit Ausnahme der USA – wegen der hohen Kosten für den Umbau nach den dortigen Vorschriften) gebaut. Sie wurde als Commer, Dodge, DeSoto, Fargo und Renault verkauft. In einer Mk.-2-Version wurden die Motoren überarbeitet und einige andere kleinere Verbesserungen vorgenommen. Schließlich wurde der Dodge 100 von Renault aufgegeben, die die LKW-Aktivitäten der Rootes-Gruppe übernahm, nachdem deren PKW-Sparte an Peugeot verkauft worden war. Allerdings gab es eine Zeit lang eine Renault-Version des Dodge 100; ab 1987 hießen die Wagen einfach Renault Commando. Renault baute später in die in der früheren Rootes-Fabrik gefertigten Fahrzeuge eigene Dieselmotoren ein.